# La Rupture
La Rupture és una pel·lícula Claude Chabrol, estrenada el 1970 i coproduïda per França, Itàlia i Bèlgica.

## Argument
Com que el seu marit, Charles, un toxicòman, la maltracta, Hélène decideix divorciar-se i endur-se amb ella Michel, el seu petit fill. Però el seu sogre, un home ric i poderós, persuadit que la jove és l'origen de la decadència del seu fill, Charles, fa tot el possible perquè el divorci la perjudiqui.

## Repartiment
- Stéphane Audran: Hélène Régnier
- Jean-Pierre Casseol: Paul Thomas
- Michel Bouquet: Ludovic
- Jean-Claude Drouot: Charles
- Jean Carmet: Mr. Pinelli
- Michel Duchaussoy: Allan Jourdan
- Catherine Rouveol: Sonia
- Annie Cordy: Mme Pinelli
- Mario David: Gérard Mostelle
- Katia Romanoff: Elise
- Marguerite Cassan: Émilie
- Dominique Zardi
- Laurent Brunschwick